# Pisco punch
Pisco punch là một loại thức uống có cồn nổi tiếng được Duncan Nicol phát minh tại Bank Exchange Saloon vào cuối thế kỷ 19, ở San Francisco, California. Quán Bank Exchange Saloon nằm ở góc đông nam của ngã tư đường Montgomery và Washington, trong tòa nhà Montgomery Block, nơi mà tòa tháp Transamerica Pyramid tọa lạc hiện tại.

## Lịch sử của rượu pisco
Pisco là một loại rượu brandy cuối thế kỷ 16, được nấu bằng nho có nguồn gốc từ Peru. Món xuất hiện ở San Francisco từ những năm 1830 khi lần đầu tiên loại rượu này được đưa từ Paita, Peru  qua tàu buôn da bò và mỡ động vật đến các thị trấn California. Trong cơn sốt vàng California năm 1849, rượu brandy đã có sẵn ở San Francisco.
Có tám giống nho dùng ủ rượu, bốn loại được xem là không thơm: Quebranta, Negra Criolla, Uvina và Mollar, trong khi loại có hương thơm là Moscatel, Torontel, Italia và Albilla. Chúng mọc tại một trong năm vùng trồng trọt ở 42 thung lũng khác nhau. Pisco là loại rượu được chưng cất đầu tiên thời tân thế giới. Vì không có chai thủy tinh vào thế kỷ 16, rượu được vận chuyển trong các thùng gốm (đất sét) được bịt kín bằng sáp ong.
"Vào đầu năm năm 1839, tàu 'Daniel O'Connell', một tàu người Anh, đến Yerba Buena từ Payta [sic], Peru, với hàng hóa Peru và các hàng hóa nước ngoài khác, có một số lượng đáng kể rượu pisco hoặc italia, một loại rượu chưng cất hảo hạng được sản xuất tại nơi gọi là Pisco.